# Natalia Villaveces
Natalia Villaveces (2 de abril de 1979) es una actriz, modelo y presentadora de televisión colombiana.

## Carrera
Villaveces fue productora y guionista del programa de entretenimiento Nítido que se emitió por la cadena Telemundo entre 2005 y 2012. También participó como corresponsal en el programa Al Rojo Vivo con María Celeste e hizo parte del elenco de presentadores del programa de entretenimiento Cotorreando. En su país tuvo pequeños papeles en producciones televisivas como Betty La Fea y La Baby Sister. También hizo parte de la telenovela de Playboy Latin Lover en el año 2001 interpretando a Débora Bacigallupo. En 2008 publicó un libro titulado Pescando Estrellas.

## Filmografía

### Como presentadora y productora
- Nítido (2004–2012)
- Fiebre de Corona (2005)
- Musicalísimo (2009)

### Como reportera
- Al rojo vivo con María Celeste (2011)

### Como ella misma
- Billboard Extra (2011)
- Al rojo vivo con María Celeste (1 episodio, 2007)
- 2011 Billboard Latin Music Awards (2009)
- 2005 Billboard Latin Music Awards (2005)
- 2004 Billboard Latin Music Awards (2004)
- 2003 Billboard Music Awards (2003)
- 2002 Billboard Music Awards (2002)
- Protagonistas de novela (1 episodio, 2002)